# Friedrich Georg Christoph von Hellermann
Friedrich Georg Christoph von Hellermann (* 16. November 1723 in Wesel; † 17. Oktober 1794 in Carzin) war Landrat des Kreises Fürstenthum.

## Leben
Er war Angehöriger des Adelsgeschlechts von Hellermann. Sein Vater Volrath von Hellermann (1686–1756) war preußischer Oberst und Kommandant der Festung Kolberg und wurde 1743 in den preußischen Adelsstand erhoben.
Friedrich Georg Christoph von Hellermann diente zunächst wie sein Vater in der Preußischen Armee, die er nach 25 Dienstjahren als Rittmeister verließ. Er kaufte 1762 das Gut Carzin im Kreis Fürstenthum, nebst dem dazugehörigen Gut Clannin, die zuvor dem Adelsgeschlecht Bonin gehört hatten.
1767 wurde er, als Nachfolger von Friedrich Wilhelm von Kameke, zum Landrat des Kreises Fürstenthum gewählt und vom König ernannt. Er blieb bis zu seinem Tod im Amt.
1770 erwarb er zusätzlich das Gut Reckow, um 1780 das Gut Viverow A.
Er war in erster Ehe verheiratet mit Maria Ludovika von Tuchsen. In zweiter Ehe heiratete er Louise Barbara von Blumenthal. Sein Sohn Wilhelm Casimir von Hellermann folgte ihm im Amt als Landrat, nachdem er ihm bereits seit 1793 offiziell als Nachfolger zur Seite gestellt war.